# Днепрельстан (Запорожский район)
Днепрельстан (укр. Дніпрельстан) — село,
Владимировский сельский совет,
Запорожский район,
Запорожская область,
Украина.
Код КОАТУУ — 2322181603. Население по переписи 2001 года составляло 417 человек.

## Географическое положение
Село Днепрельстан находится на расстоянии в 2,5 км от сёл Малышевка, Владимировское и Гурского.
По селу протекает пересыхающий ручей с запрудой.

## История
- 1929 год — дата основания как село Днепростроевка.
- В 1965 году переименовано в село Днепрельстан.